# Jindřichova Hora
Jindřichova Hora (německy Heinrichsberg) je malá vesnice, část městyse Klenčí pod Čerchovem v okrese Domažlice v Plzeňském kraji. Nachází se asi pět kilometrů západně od Klenčí pod Čerchovem. Je zde evidováno 13 adres. V roce 2011 zde trvale žili čtyři obyvatelé.
Jindřichova Hora je také název katastrálního území o rozloze 3,82 km². V katastrálním území Jindřichova Hora leží i Černá Řeka.

## Historie
První písemná zmínka o vesnici pochází z roku 1713.

## Obyvatelstvo
Při sčítání lidu v roce 1921 zde žilo 252 obyvatel, z toho tři Čechoslováci, dva cizozemci a 247 obyvatel německé národnosti. Všichni obyvatelé se hlásili k římskokatolické církvi.
| Rok            | 1869 | 1880 | 1890 | 1900 | 1910 | 1921 | 1930 | 1950 | 1961 | 1970 | 1980 | 1991 | 2001 | 2011 | 2021 |
| -------------- | ---- | ---- | ---- | ---- | ---- | ---- | ---- | ---- | ---- | ---- | ---- | ---- | ---- | ---- | ---- |
| Počet obyvatel | 281  | 260  | 285  | 318  | 269  | 252  | 250  | 49   | 39   | 24   | 11   | 2    | –    | 4    | 1    |
| Počet domů     | 28   | 31   | 33   | 36   | 36   | 35   | 36   | 19   | –    | 8    | 4    | 3    | 6    | 6    | 5    |

## Obecní správa
Při sčítání lidu v letech 1850–1951 Jindřichova Hora byla osadou obce Lísková v okrese Domažlice. V letech 1952–1980 byla osadou obce Černá Řeka v okrese Domažlice. Od 1. července 1980 je částí městyse Klenčí pod Čerchovem v okrese Domažlice.

## Galerie

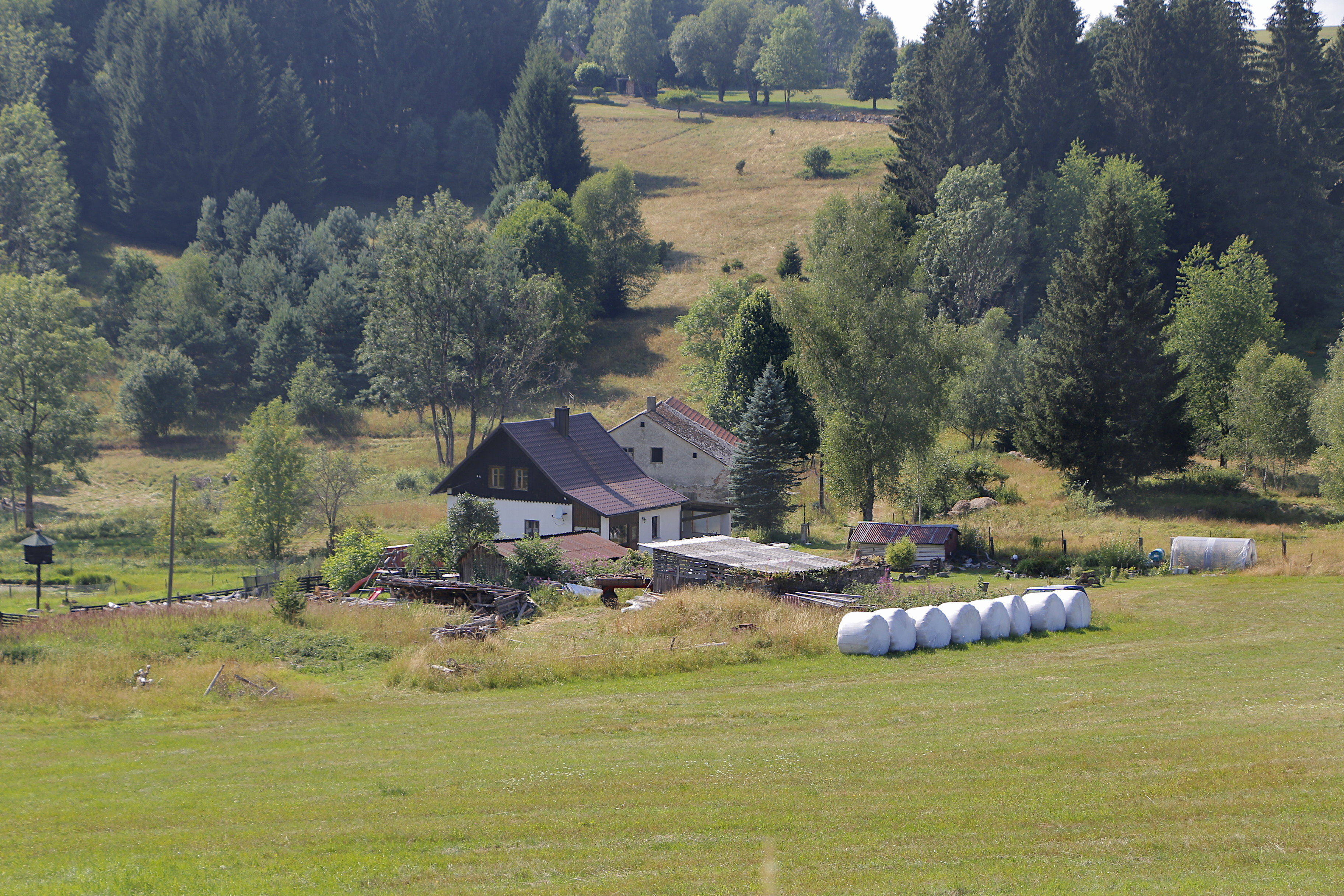
Západní část vesnice
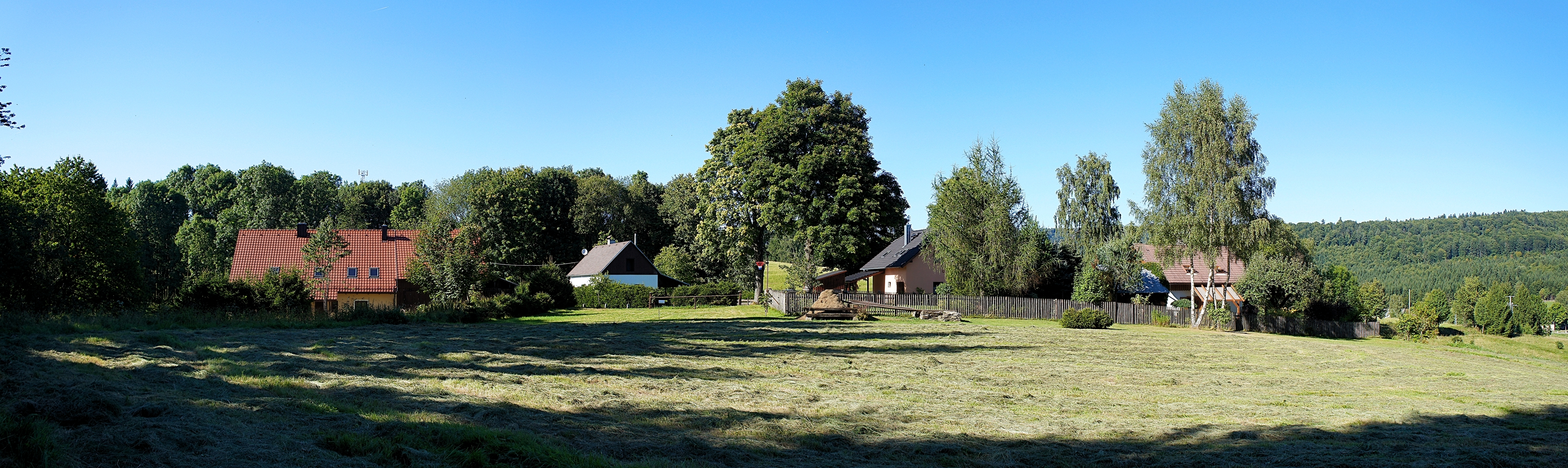
Panoramatický pohled
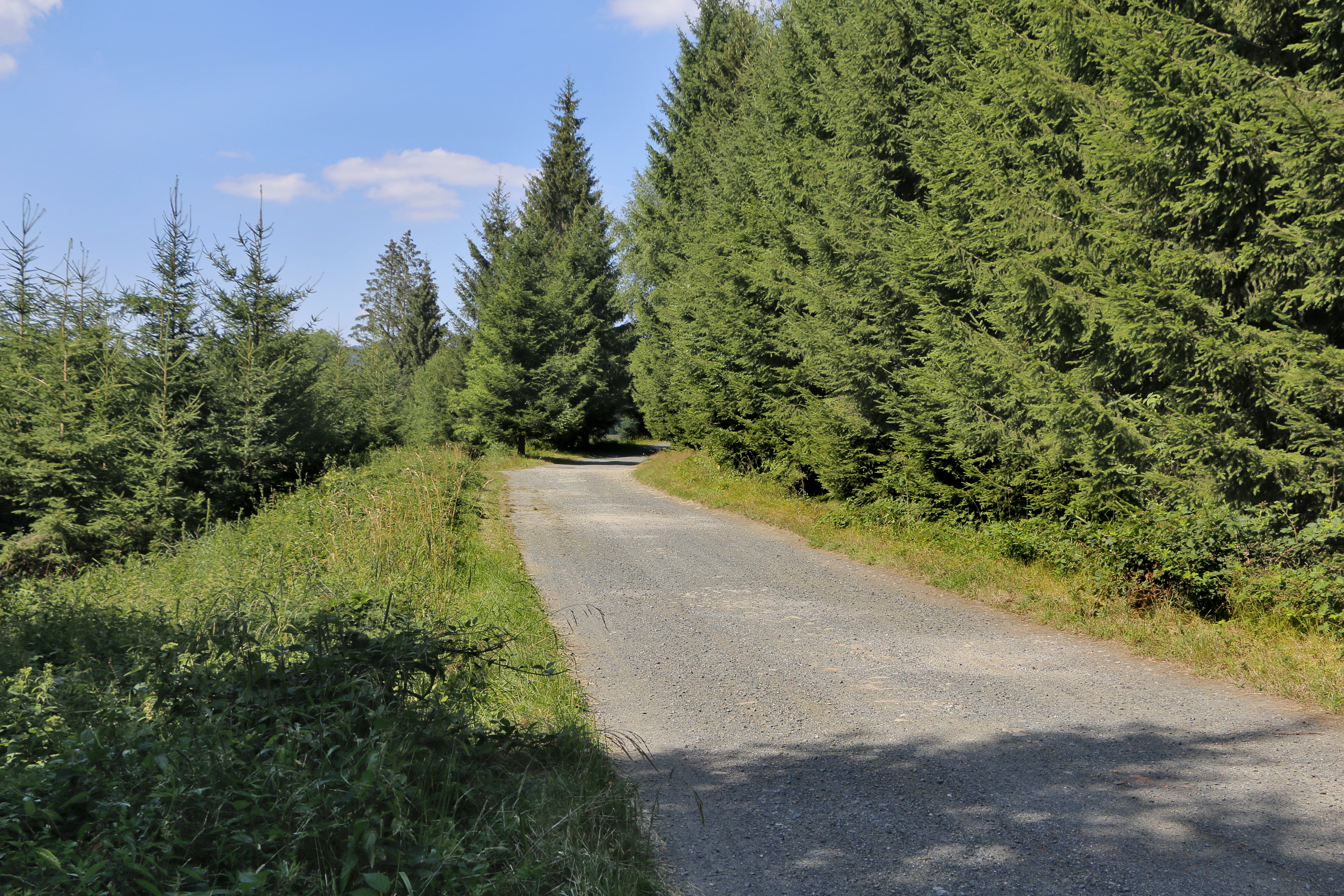
Příjezdová silnice
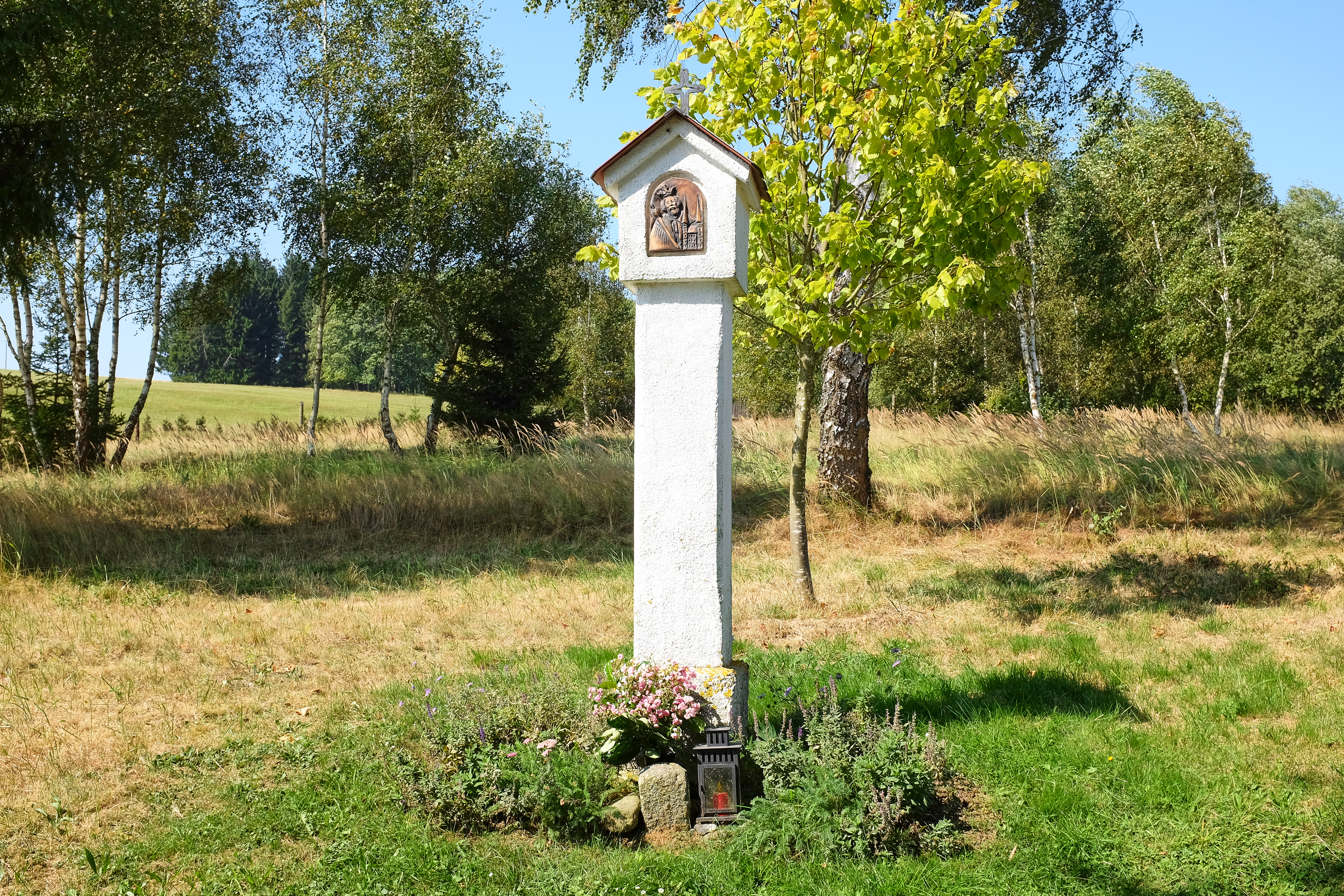
Boží muka